# Maylandia hajomaylandi
Espèce
Statut de conservation UICN

 VU D2 : Vulnérable
Maylandia hajomaylandi est une espèce de poissons d'eau douce de la famille des Cichlidae endémique du lac Malawi en Afrique. Ce cichlidé fait partie des espèces dites « Mbuna » (ou « M'buna ») ou « poisson brouteurs d'algues du lac Malawi ».

## Répartition
Ce poisson est endémique du lac Malawi et ne se rencontre qu'autour de l'île de Chizumulu en territoire du Malawi.

## Description
Maylandia hajomaylandi peut mesurer jusqu'à 120 mm de longueur totale.

## Aquariophilie

### Reproduction
Cette espèce est incubatrice buccale maternelle, les femelles gardent les œufs, larves et tout jeunes alevins environ trois semaines, protégés dans leur gueule (sans manger ou en filtrant très légèrement les micro-détritus). Les mâles peuvent se montrer très insistants dès les premières maturités sexuelles des femelles, il est préférable de maintenir cette espèce en groupes de plusieurs individus (au moins en « trio » : un mâle pour deux femelles), de manière à diviser l'agressivité d'un mâle dominant sur plusieurs individus. 

### Croisement, hybridation, sélection
Il est impératif de maintenir cette espèce seule ou en compagnie de poissons originaires du lac Malawi mais n'appartenant pas au genre Maylandia et ce pour éviter tout croisement. Le commerce aquariophile a également vu apparaitre un grand nombre de spécimens provenant d'Asie notamment et aux couleurs variées ou albinos, obtenus par sélection, hybridation ou autres procédés.

### Variétés géographiques
Une grande variété de formes et couleurs sont connues, suivant leur provenance géographique (liste non exhaustive) :
- Maylandia hajomaylandi "Chizumulu"
- Maylandia sp. "hajomaylandi pombo" "Ndumbi"[3],[4],[5]
- Maylandia sp. "hajomaylandi pombo" "Pombo Reef"[3],[5]

## Systématique
Le nom valide complet (avec auteur) de ce taxon est Maylandia hajomaylandi (Meyer (d) & Schartl (d), 1984).
Maylandia hajomaylandi a pour synonymes :
- Metriaclima hajomaylandi (Meyer & Schartl, 1984)
- Pseudotropheus hajomaylandi Meyer & Schartl, 1984

### Étymologie
Son épithète spécifique, hajomaylandi, lui a été donnée en l'honneur de Hans Joachim Mayland (d) (1929-2004), photographe et auteur de livres d'aquariophilie, en reconnaissance de son importante contribution à la taxonomie et à la biologie des Cichlidae.

### Publication originale
- (en) Manfred K. Meyer et Manfred Schartl, « Pseudotropheus (Maylandia) hajomaylandi n. sp., a new taxon from Lake Malawi », Revue française d'aquariologie et d'herpétologie, Nancy, vol. 11, no 2,‎ 1984, p. 51-56 (ISSN 0399-1075).